# Šadrvan
Šadrvan je vrsta javne fontane koja se gradi u dvorištu džamija, medresa, tekija, karavan-saraja, hanova,... Ovaj tip fontane ima dvije namjene, jedna je dekorativna a druga je omogućavanje obrednog umivanja većem broju ljudi.

## Podrijetlo šadrvana
Šadrvani potječu iz Perzije, a putem Arapa i Turaka su dospjeli i na Balkan.

## Izgled šadrvana
Osnovna značajka šadrvana je to što u središtu imaju kameni bazen. Voda se iz centralnog spremnika izlijeva na više strana, omogućujući da fontanu koristi više ljudi istovremeno. Najčešće, oko fontane se nalazi i klameno postolje na kojem stoje osobe koje koriste fontanu. U samom središtu je najčešće nosivi stup niz koji često preko raznih ukrasa uz žubor teče voda. Krov šadrvana je u obliku kupole, prekriven olovom ili kamenim pločama na šest ili osam voda.

## Šadrvani na Balkanu
Jedan od najpoznatijih šadrvana na Balkanu se nalazi u Sarajevu u dvorištu Begove džamije. Podignut je na istom mjestu na kojem je Gazi Husrev-beg podigao šadrvan 1530. godine.